# Project Gotham Racing 2
Project Gotham Racing 2 es un videojuego de carreras desarrollado por Bizarre Creations y publicado por Microsoft Game Studios. Fue lanzado exclusivamente para Xbox en noviembre de 2003.
Como en Project Gotham Racing de 2001, la ruta hacia el avance en Project Gotham Racing 2 difiere de la mayoría de los juegos de carreras. El avance en Project Gotham Racing 2 requiere una combinación de conducción lo suficientemente rápida para enfrentar el desafío establecido y obtener suficientes puntos de Kudos para avanzar. Los puntos de Kudos se obtienen a través de las habilidades de conducción del jugador, como el poder deslizarse en una esquina a gran velocidad o adelantar a otros conductores en la carrera. Los puntos de Kudos se utilizan para desbloquear coches nuevos. El sistema Kudos, el conjunto de desafíos, los autos disponibles y las pistas alrededor de las cuales los jugadores corren se expandieron enormemente con respecto al original.
Project Gotham Racing 2 era compatible con Xbox Live y permitía a los jugadores competir contra otras personas de todo el mundo. El garaje del juego presentaba el minijuego clásico de culto Geometry Wars.

## Jugabilidad

### Un jugador
Hay tres partes principales y una adicional en el juego para un jugador: Kudos World Series, Carreras de arcade, Batallas rápidas y Tiempo de ataque.
- En Kudos World Series, el jugador debe completar una serie de carreras en 14 categorías diferentes de autos.[3] El jugador comienza con solo tres autos en la Serie Compact Sports y finalmente puede tener acceso a 102 autos (118 autos después de la compra del contenido descargable). La mayoría de los autos se pueden comprar a cambio de tokens de kudos,[3] aunque algunos solo se pueden obtener completando suficientes carreras en un nivel alto. Cada automóvil está hecho de alrededor de 10,000 polígonos.[5]

- En las carreras de arcade hay 60 medallas disponibles, 20 de cada una para: carreras callejeras, carreras cronometradas y desafíos de cono.[3] Cada carrera tiene un coche y una pista preestablecidas.[3]

- En batallas rápidas para básicamente la versión de un juego de carreras de la 'exhibición' de un juego deportivo, los jugadores pueden elegir entre la mayoría de los autos del juego y correr en cualquiera de los campos. Carrera personalizada es una carrera única contra una CPU o un oponente humano, o alternativamente, pueden ver una carrera de CPU y pueden elegir entre Carrera callejera, Uno a uno y Carrera CPU.[2]

- En el tiempo de ataque no se usa kudos, el objetivo es que el jugador intente sortear los circuitos lo más rápido posible.[3] El jugador puede elegir entre un circuito o un coche. En el desafío de circuito, el jugador puede elegir entre una selección de hasta 92 circuitos y luego elegir cualquier automóvil para competir. En el desafío de automóvil, el jugador puede elegir entre una selección de hasta 102 automóviles y correr en un circuito predeterminado. En ambos estilos, los circuitos y los coches solo se pueden elegir si han sido previamente desbloqueados en Kudos World Series o carreras de arcade. Si el jugador ingresa a la sala de exhibición, puede ver y probar todos los autos en una pista de prueba. Los jugadores también pueden competir contra un coche fantasma que consiguió el tiempo récord.

Los desafíos se dividen en cinco dificultades: Acero (principiante), Bronce (fácil), Plata (medio), Oro (difícil) y Platino (experto).

### En línea
A diferencia de muchos otros juegos habilitados para Xbox Live, el sistema de clasificación en línea de Project Gotham Racing 2 se basa únicamente en los kudos obtenidos en línea. No se puede bajar de rango, solo subir. De esta manera, el rango de una persona no refleja necesariamente su habilidad.

### Guerras de geometría
Dentro del garaje del coche del jugador, se puede interactuar con una máquina de arcade para jugar a Geometry Wars, un juego de disparos multidireccional de arriba hacia abajo. Esto marcó la primera aparición al público de lo que se convertiría en una serie completa de juegos similares.

## Contenido descargable
Microsoft lanzó dos paquetes de contenido descargables para Project Gotham Racing 2: el Paris Booster Pack (lanzado en mayo de 2004), con ocho autos nuevos y siete pistas en París, Francia, y el Long Beach Booster Pack (lanzado en junio de 2004) con ocho autos nuevos y ocho pistas basadas en Long Beach, California, Estados Unidos.

## Recepción
Project Gotham Racing 2 recibió "aclamación universal" según el agregador de reseñas de videojuegos Metacritic En Japón, Famitsu le otorgó una puntuación de cuatro ochos para un total de 32 de 40, mientras que Famitsu Xbox le dio un diez, uno nueve, uno ocho y uno siete, para un total de 34 de 40.